# الکس گالار
الکس گالار (انگلیسی: Álex Gallar؛ زادهٔ ۱۹ مارس ۱۹۹۲) بازیکن فوتبال اهل اسپانیا است.
از باشگاه‌هایی که در آن بازی کرده‌است می‌توان به باشگاه فوتبال اوئسکا و باشگاه فوتبال رئال مورسیا اشاره کرد.